# Heteropterys bopiana
Heteropterys bopiana är en tvåhjärtbladig växtart som först beskrevs av Henry Hurd Rusby, och fick sitt nu gällande namn av Franz Josef Niedenzu. Heteropterys bopiana ingår i släktet Heteropterys och familjen Malpighiaceae. Inga underarter finns listade i Catalogue of Life.